# Panhard 178
Panhard 178 (oficiálně značen jako Automitrailleuse de Découverte Panhard modele 1935) byl francouzský obrněný automobil z období druhé světové války.

## Vývoj
Vývoj vozidla začal v roce 1931 na základě požadavků jezdectva pro zvědný vojenský automobil. Armáda své požadavky finálně specifikovala v listopadu 1932, přičemž požadovala výkony, které v dané době neměly obdoby (maximální rychlost 70 km/h, dojezd 300 km a průchodnost terénem srovnatelnou s lehkými tanky). Výběrové řízení vyhrála firma Panhard, která první prototyp představila v roce 1933. Armádní zkoušky proběhly mezi 9. lednem a 2. únorem 1934. Poté, co firma na vozidle provedla menší úpravy, bylo na konci téhož roku přijato do služby.

## Nasazení
První jednotka Panhardy 178 obdržela v dubnu 1937. Do začátku války bylo tímto typem vybaveno 11 jednotek využívajících 218 strojů. Na jaře 1940 byla 21e Escadron d'AMD 35 vyslána do Narviku na pomoc jednotkám bránící Norsko před útokem Německa. 
Během bitvy o Francii od 10. května 1940, kdy bylo k dispozici asi 370 dokončených vozidel, byly přiděleny průzkumným jednotkám mechanizovaných a motorizovaných sil. V té době představoval Panhard 178 jeden z nejlepších obrněných vozů ve své třídě na světě.
Během bojů Francouzi hojně využívali taktiku "udeř a uteč", která se v jejich podání velice osvědčila. 
Po francouzské kapitulaci několik vozidel ukořistili a dále hojně používali Němci, dalších 45 obrněnců zůstalo ve Svobodné zóně.